# Raion de Strășeni
Le raion de Strășeni est un raion de la république de Moldavie, dont le chef-lieu est Strășeni. En 2014, sa population était de 82 675 habitants.
Une autre grande ville est Bucovăț.

## Économie

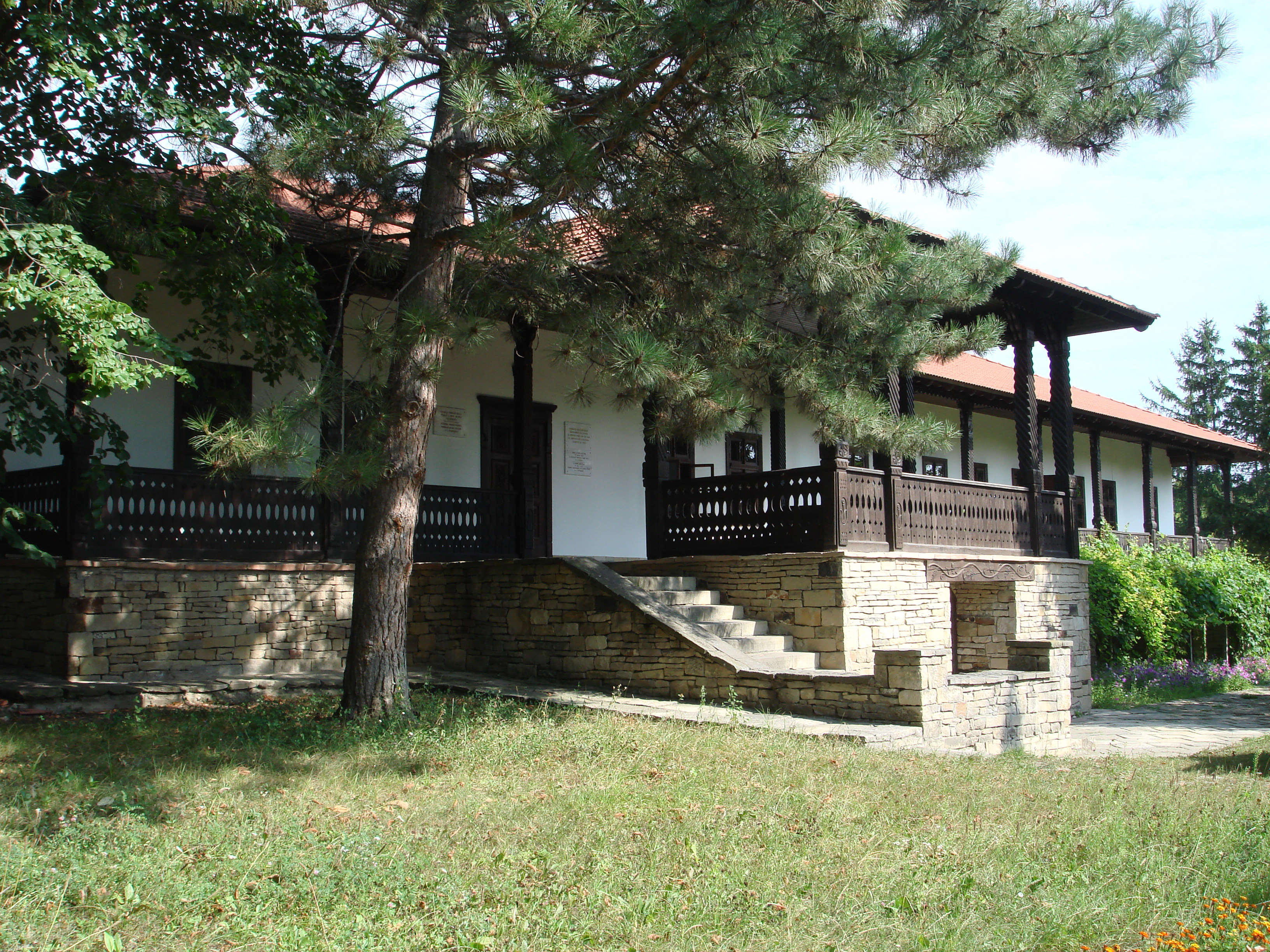
Le musée Zamfirache Ralli de Dolna

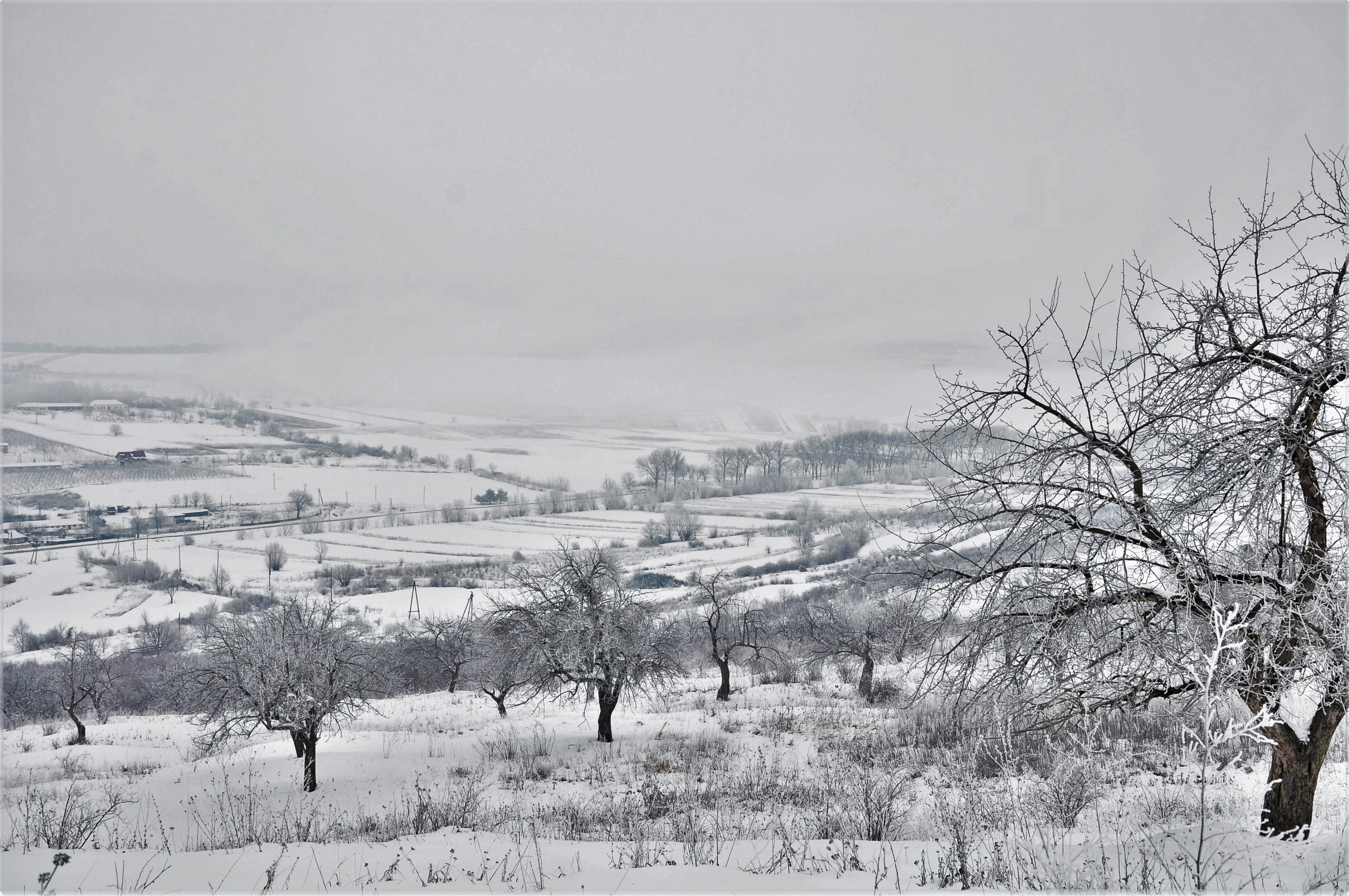
La réserve scientifique de Codru, dans le raion de Strășeni. Janvier 2018.

## Démographie
| Groupe ethnique      | %    |
| -------------------- | ---- |
| Moldaves et Roumains | 97,7 |
| Ukrainiens           | 0,7  |
| Russes               | 1,0  |
| Bulgares             | 0,1  |
| Gagaouzes            | 0,1  |
| Autres               | 0,2  |

## Religions
- 98,5 % de la population du raïon est chrétienne, dont une grande partie sont orthodoxes.
- 0,5 % de la population est athée ou sans religion.